# 크토니오스
크토니오스(Chthonius)는 그리스 신화에 나오는 스파르토이의 한 사람이다. 스파르토이의 한 사람으로서 에키온, 우다이오스, 히페레노르, 펠레로스와 함께 카드모스를 도와 테베를 건설하였다. 스파르토이는 테베 귀족의 조상이 되었는데, 크토니오스의 아들 니크테우스와 리코스는 테베의 섭정을 지냈다.